# Qızılca
Qızılca är en ort i Azerbajdzjan.   Den ligger i distriktet Xanlar Rayonu, i den västra delen av landet, 300 km väster om huvudstaden Baku. Qızılca ligger 664 meter över havet och antalet invånare är 2 703.
Terrängen runt Qızılca är lite bergig. Runt Qızılca är det ganska tätbefolkat, med 52 invånare per kvadratkilometer.. Närmaste större samhälle är Ganja, 13,0 km nordost om Qızılca.
Trakten runt Qızılca består i huvudsak av gräsmarker.